# Mafalda Pires de Lima
Mafalda Pires de Lima (nascida em 14 de abril de 1998) é uma kitefoiler portuguesa . Ela veleja desde os dez anos de idade. Ela ganhou interesse na Fórmula Kite após o desporto se juntar aos Jogos Olímpicos. Foi a primeira mulher campeã de kitesurf em Portugal.

## Vida Pessoal
Mafalda Pires de Lima nasceu em 1998 numa família com uma forte ligação familiar ao mar  e começou a velejar em botes Optimist aos dez anos. 
Ela é membra do Clube de Vela Atlântico da cidade do Porto.  Mais tarde, ela começou a velejar em botes Laser. Ela achou o kitefoiling intrigante porque é difícil. Ela foi abordada por Pedro Afonso para praticar o desporto em 2019, quando a Fórmula Kite foi confirmada como desporto olímpico, cinco anos antes dos Jogos Olímpicos de Paris.  Ela ganhou a medalha de prata no Campeonato Mundial de Snipe no mesmo ano (2019). 
Em setembro de 2021 ela tornou-se a primeira  campeã portuguesa feminina de kitesurf na prova perto da Fuseta, no Algarve. Era então aluna da Nova School of Business & Economics .  Ela esteve também envolvida como tripulante de um SSL47 que, com 14 metros, é muito maior do que navios de kitefoil ou outros que velejou anteriormente. 
As últimas cinco das 20 vagas disponíveis para kitefoilers femininas nas Olimpíadas de Paris foram concedidas na Regata Last Chance em abril de 2024 à surfista austríaca Alina Kornelli, à surfista suíça Elena Lengwiler, a Julia Damasiewicz da Polónia, a Derin Atakan da Turquia e a Mafalda Pires de Lima, que conquistou o vigésimo lugar.  A Federação Portuguesa de Vela confirmou que ela seria a sua concorrente nos Jogos Olímpicos de 2024 juntando-se à seleção nacional de Diogo Costa e Carolina João e ao velejador da ILCA 7 Eduardo Marques . 